# Hendrik Christoffel van de Hulst
Hendrik Christoffel van de Hulst (Utrecht, 19 de novembro de 1918 — Leiden, 31 de julho de 2000) foi um astrofísico neerlandês.
Participou da 11ª Conferência de Solvay, em 1958.

## Carreira
[editar | editar código-fonte]
Em 1944, enquanto era estudante em Utrecht, ele previu a existência da linha hiperfina de 21 cm do hidrogênio neutro interestelar. Após a descoberta desta linha, ele participou, com Jan Oort e Lex Muller, do esforço para usar a radioastronomia para mapear o hidrogênio neutro em nossa galáxia, o que pela primeira vez revelou sua estrutura espiral. Motivado pelo espalhamento em poeira cósmica, Van de Hulst estudou o espalhamento de luz por partículas esféricas e escreveu sua tese de doutorado sobre o tema, subsequentemente formulando a teoria da difração anômala.
Ele passou a maior parte de sua carreira na Universidade de Leiden, aposentando-se em 1984. Publicou extensivamente em astronomia e trabalhou com a coroa solar e nuvens interestelares. Após 1960, foi um líder em projetos internacionais de pesquisa espacial.
Em 1956, tornou-se membro da Academia Real Neerlandesa de Artes e Ciências.

## Livros
[editar | editar código-fonte]
- van de Hulst, H.C., Light Scattering by Small Particles, Nova York, (Wiley, 1957; Dover, 1981), ISBN 0-486-64228-3.
- van de Hulst, H.C., Multiple Light Scattering, Nova York, Academic Press, 1980, ISBN 978-0-12-710701-1.

## Condecorações
- 1955: Medalha Henry Draper
- 1955: Medalha Eddington
- 1995: Medalha Karl Schwarzschild